# Indy NXT
A Cooper Tires Indy Lights egy az USA-ban megrendezésre kerülő együléses autóverseny-sorozat. Jelenleg az IndyCar Series nevelősorozata. Korábban a CART egyik nevelősorozatát is így hívták. A szériát 2002-ben hozták létre Infiniti Pro Series néven, majd 2008-tól felvették az Indy Lights nevet.

## Az eredeti széria (1986-2001)
Az eredeti széria a CART felügyelete alá tartozott, és 1986-ban hozták létre. Több névváltáson is átesett. 1986-tól 1990-ig American Racing Series-nek hívták, majd 1991-től 2001-ig Dayton Indy Lights-nak.

## Jelenlegi széria (2002-)
Az IRL 2002-ben hozta létre ezt a bajnokságot IRL Infiniti Pro Series néven, 2006-tól Indy Pro Series volt a neve, 2008 és 2014 között Firestone Indy Lights volt a sorozat neve, 2015-től simán csak Indy Lights néven fut tovább.
Az autók karosszériáját a Dallara gyártja, alattuk pedig egy V8-as, 3,5 literes és 420 lóerős Nissan VRH motor található, a sorozat hivatalos gumiszállító partnere a Cooper Tires, míg a hivatalos üzemanyag szállítójuk a Sunoco.

## Bajnokok
| Év                          | Bajnok                                | Csapat                                | Kasztni                               | Motor                                 |
| CART American Racing Series | CART American Racing Series           | CART American Racing Series           | CART American Racing Series           | CART American Racing Series           |
| --------------------------- | ------------------------------------- | ------------------------------------- | ------------------------------------- | ------------------------------------- |
| 1986                        | Fabrizio Barbazza                     | Arciero Racing                        | March                                 | Buick                                 |
| 1987                        | Didier Theys                          | Truesports                            | March                                 | Buick                                 |
| 1988                        | Jon Beekhuis                          | Enterprise Racing                     | March                                 | Buick                                 |
| 1989                        | Mike Groff                            | Leading Edge Motorsport               | March                                 | Buick                                 |
| 1990                        | Paul Tracy                            | Landford Racing                       | March                                 | Buick                                 |
| CART Indy Lights Series     |                                       |                                       |                                       |                                       |
| 1991                        | Eric Bachelart                        | Landford Racing                       | March                                 | Buick                                 |
| 1992                        | Robbie Buhl                           | Leading Edge Motorsport               | March                                 | Buick                                 |
| 1993                        | Bryan Herta                           | Tasman Motorsports                    | Lola                                  | Buick                                 |
| 1994                        | Steve Robertson                       | Tasman Motorsports                    | Lola                                  | Buick                                 |
| 1995                        | Greg Moore                            | Forsythe Racing                       | Lola                                  | Buick                                 |
| 1996                        | David Empringham                      | Forsythe Racing                       | Lola                                  | Buick                                 |
| 1997                        | Tony Kanaan                           | Tasman Motorsports                    | Lola                                  | Buick                                 |
| 1998                        | Cristiano Da Matta                    | Tasman Motorsports                    | Lola                                  | Buick                                 |
| 1999                        | Oriol Servià                          | Dorricott Racing                      | Lola                                  | Buick                                 |
| 2000                        | Scott Dixon                           | PacWest Lights                        | Lola                                  | Buick                                 |
| 2001                        | Townsend Bell                         | Dorricott Racing                      | Lola                                  | Buick                                 |
| IRL Infiniti Pro Series     |                                       |                                       |                                       |                                       |
| 2002                        | A.J. Foyt IV                          | A.J. Foyt Enterprises                 | Dallara                               | Infiniti                              |
| 2003                        | Mark Taylor                           | Panther Racing                        | Dallara                               | Infiniti                              |
| 2004                        | Thiago Medeiros                       | Sam Schmidt Motorsports               | Dallara                               | Infiniti                              |
| 2005                        | Wade Cunningham                       | Brian Stewart Racing                  | Dallara                               | Infiniti                              |
| IRL Indy Pro Series         |                                       |                                       |                                       |                                       |
| 2006                        | Jay Howard                            | Sam Schmidt Motorsports               | Dallara                               | Nissan VRH                            |
| 2007                        | Alex Lloyd                            | Sam Schmidt Motorsports               | Dallara                               | Nissan VRH                            |
| IRL Firestone Indy Lights   |                                       |                                       |                                       |                                       |
| 2008                        | Raphael Matos                         | AGR-AFS Racing                        | Dallara                               | Nissan VRH                            |
| 2009                        | J. R. Hildebrand                      | AGR-AFS Racing                        | Dallara                               | Nissan VRH                            |
| 2010                        | Jean-Karl Vernay                      | Sam Schmidt Motorsports               | Dallara                               | Nissan VRH                            |
| 2011                        | Josef Newgarden                       | Sam Schmidt Motorsports               | Dallara                               | Nissan VRH                            |
| 2012                        | Tristan Vautier                       | Sam Schmidt Motorsports               | Dallara                               | Nissan VRH                            |
| 2013                        | Sage Karam                            | Schmidt Peterson Motorsports          | Dallara                               | Nissan VRH                            |
| 2014                        | Gabby Chaves                          | Belardi Auto Racing                   | Dallara                               | Nissan VRH                            |
| 2015                        | Spencer Pigot                         | Juncos Racing                         | Dallara                               | Mazda MRZ-R                           |
| 2016                        | Ed Jones                              | Carlin                                | Dallara                               | Mazda MRZ-R                           |
| 2017                        | Kyle Kaiser                           | Juncos Racing                         | Dallara                               | Mazda MRZ-R                           |
| 2018                        | Patricio O’Ward                       | Andretti Autosport                    | Dallara                               | Mazda MRZ-R                           |
| 2019                        | Oliver Askew                          | Andretti Autosport                    | Dallara                               | Mazda MRZ-R                           |
| 2020                        | A koronavírus-járvány miatt törölték. | A koronavírus-járvány miatt törölték. | A koronavírus-járvány miatt törölték. | A koronavírus-járvány miatt törölték. |

## Külső hivatkozások
- az Indy Lights hivatalos weboldala Archiválva 2021. március 5-i dátummal a Wayback Machine-ben